# Listă de formații folk metal

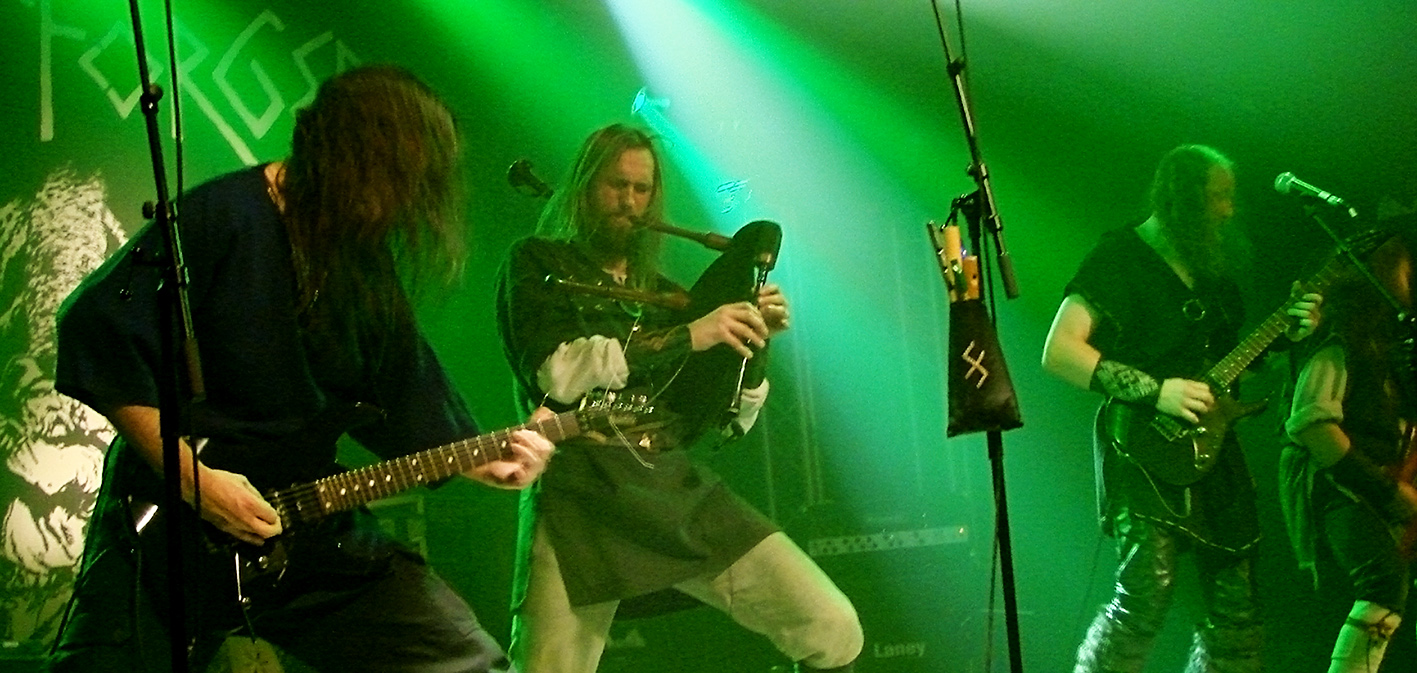
Cu un cimpoier în componență, Skyforger este un exemplu clasic de formație folk metal ce utilizează instrumente folk tradiționale

Aceasta este o listă de formații folk metal. Genul folk metal este o fuziune dintre heavy metal și muzica folk. El se caracterizează printr-o vastă utilizare de instrumente folk și într-o mică măsură stiluri de cântat tradițional.

## Lista formațiilor

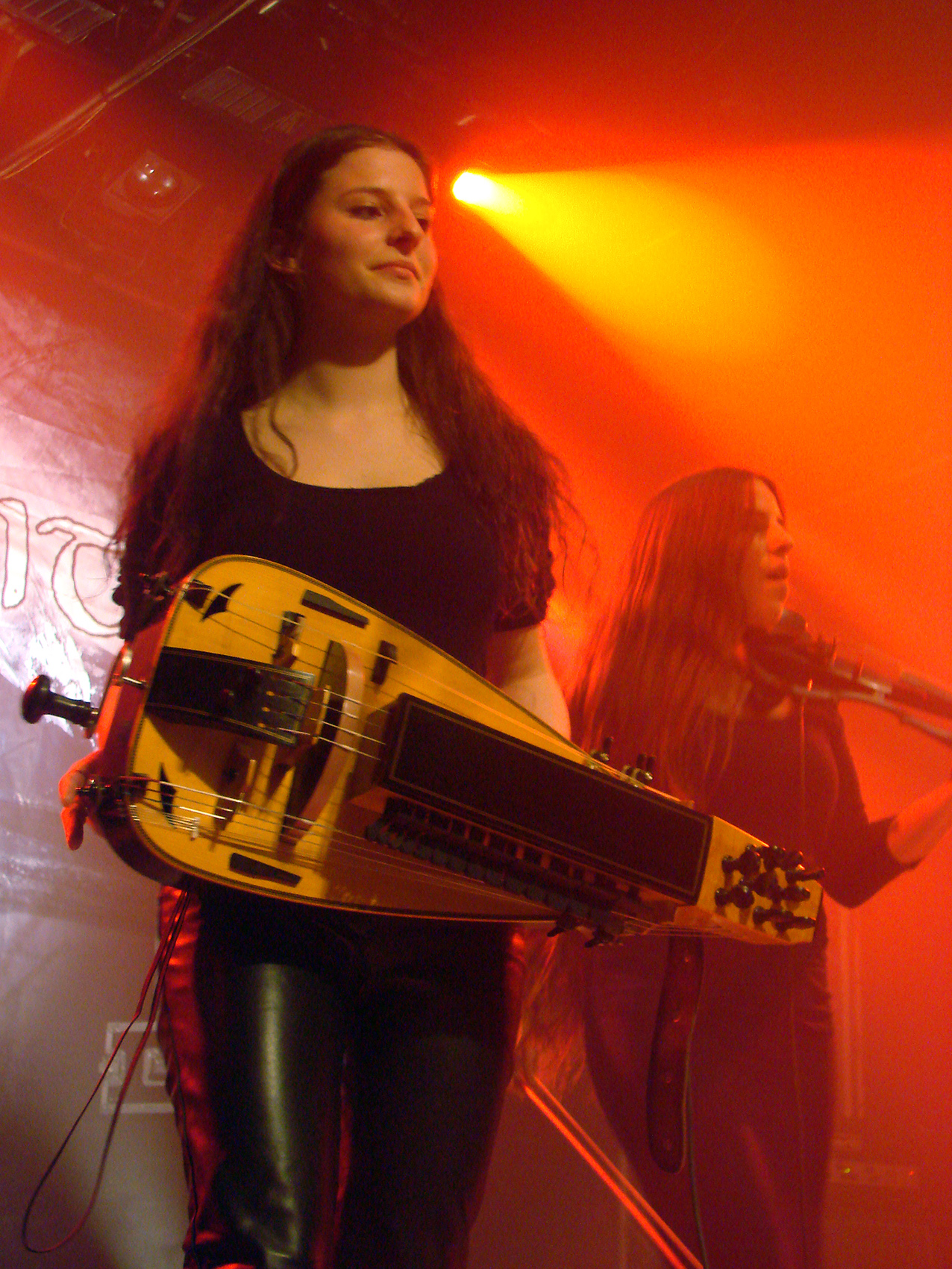
Anna Murphy de la Eluveitie cu un hurdy gurdy

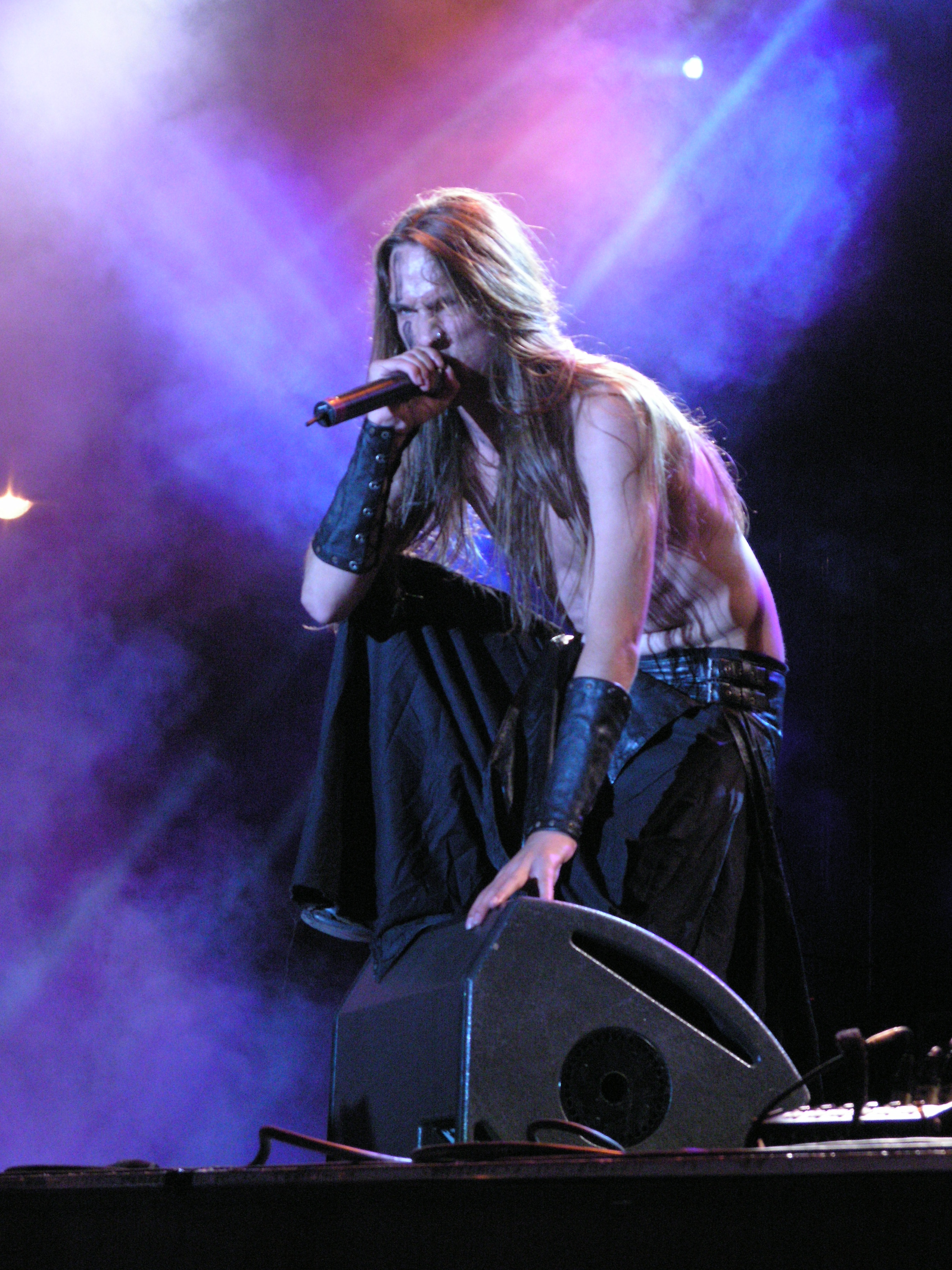
Vocalistul Mathias Lillmåns de la Finntroll

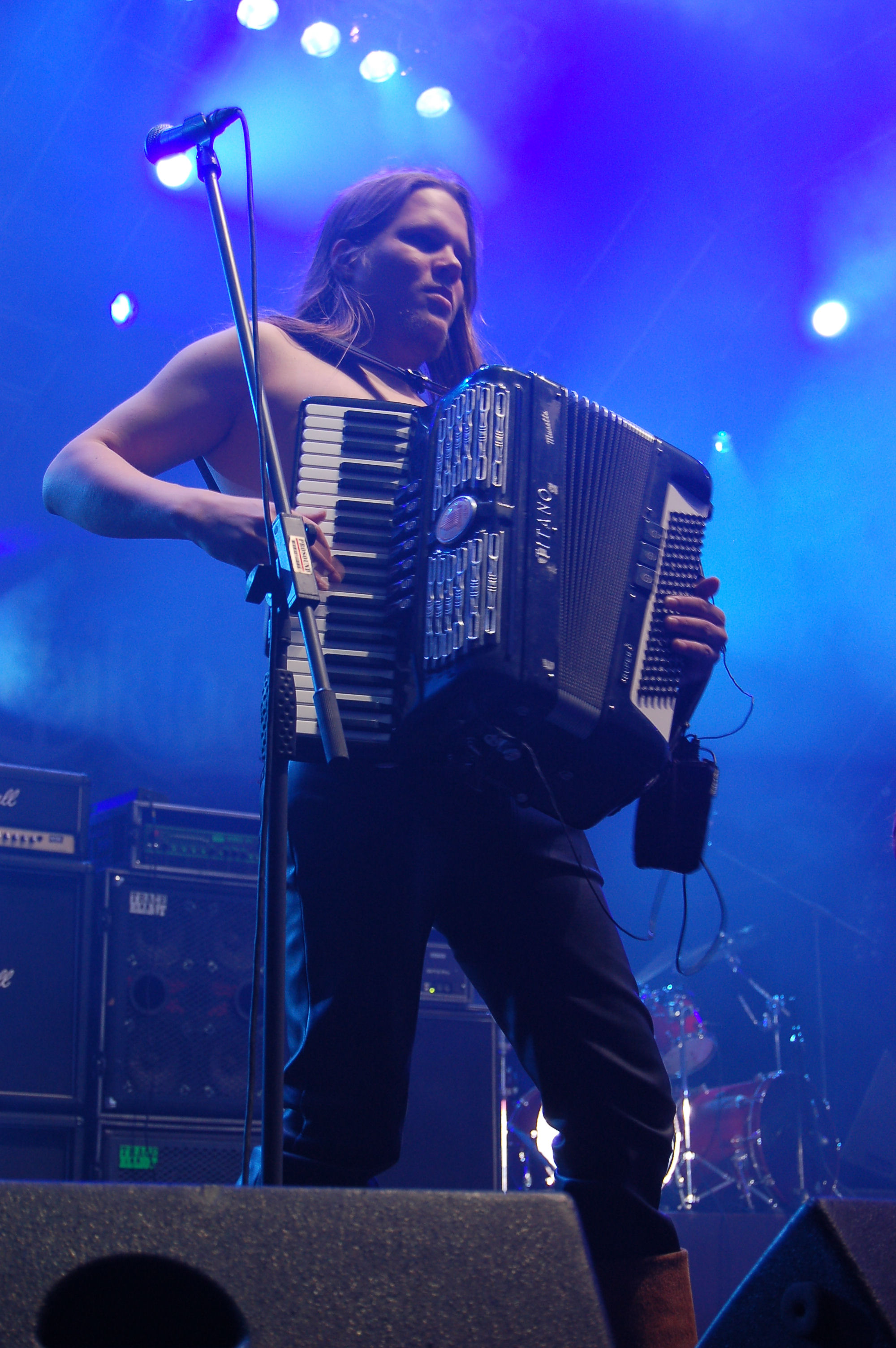
Juho Kauppinen de la Korpiklaani cu un acordeon

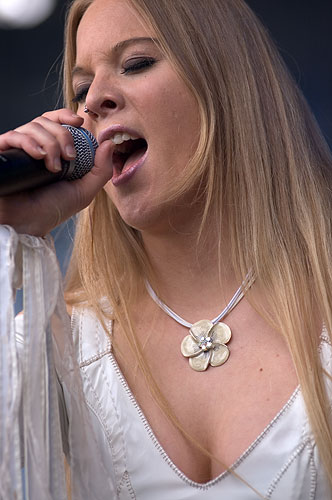
Carmen Elise Espenæs de la Midnattsol

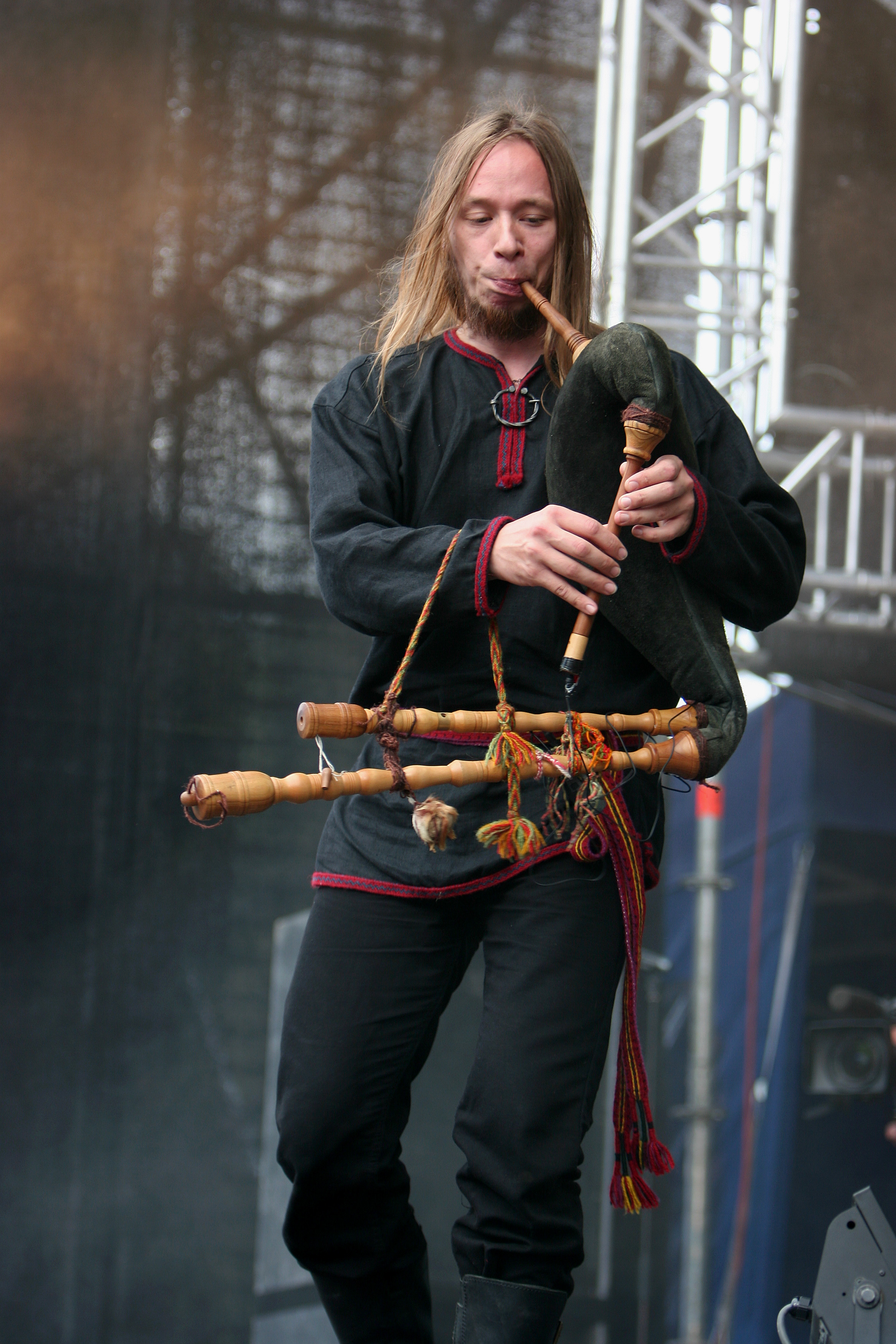
Lauri Õunapuu de la Metsatöll cu un torupill

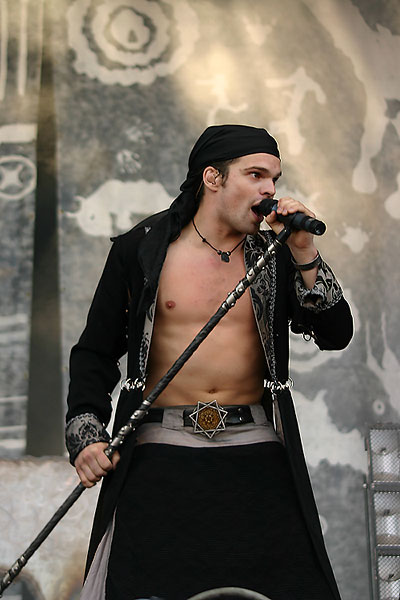
Alea der Bescheidene de la Saltatio Mortis

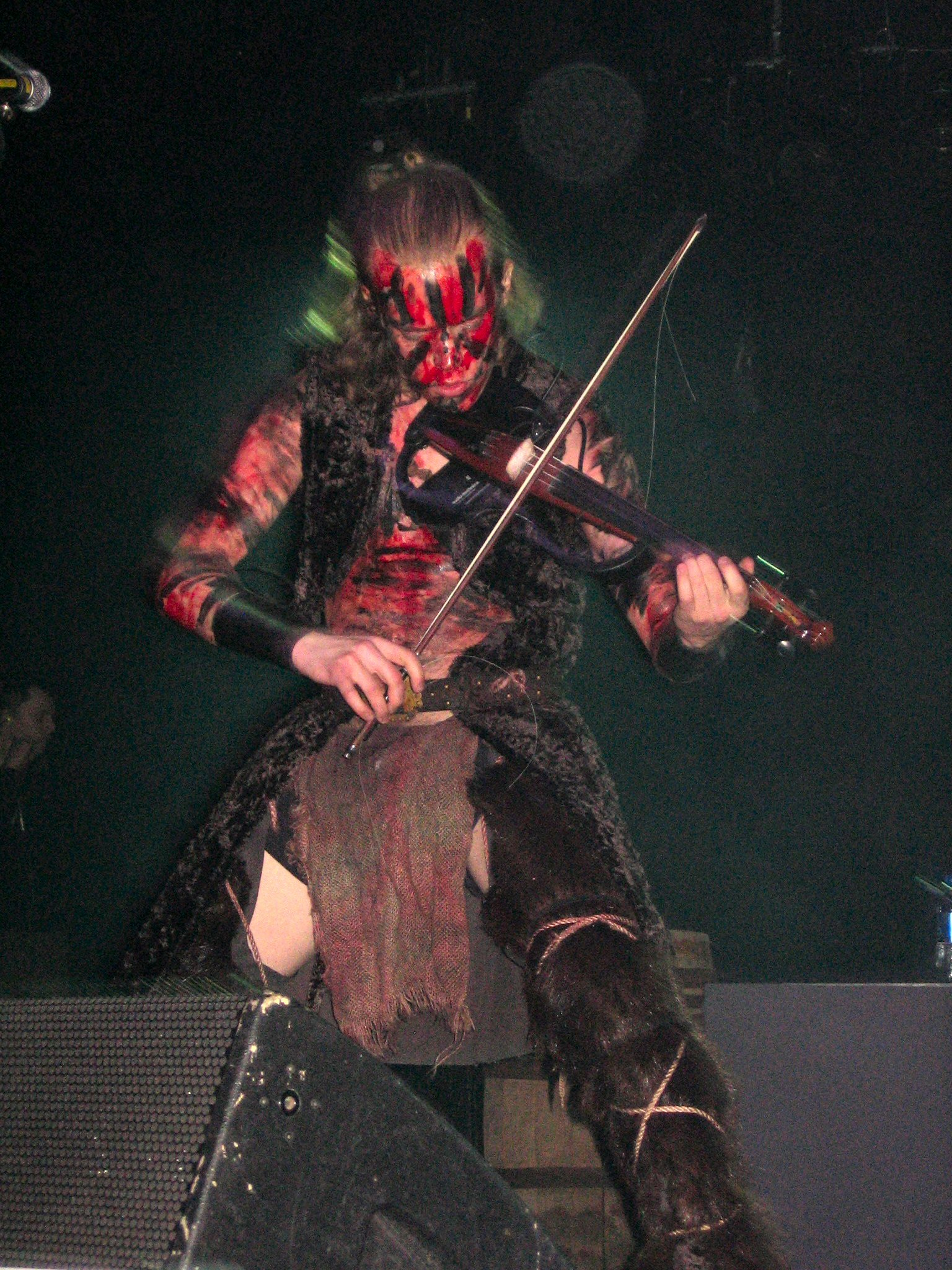
Olli Vänskä de la Turisas

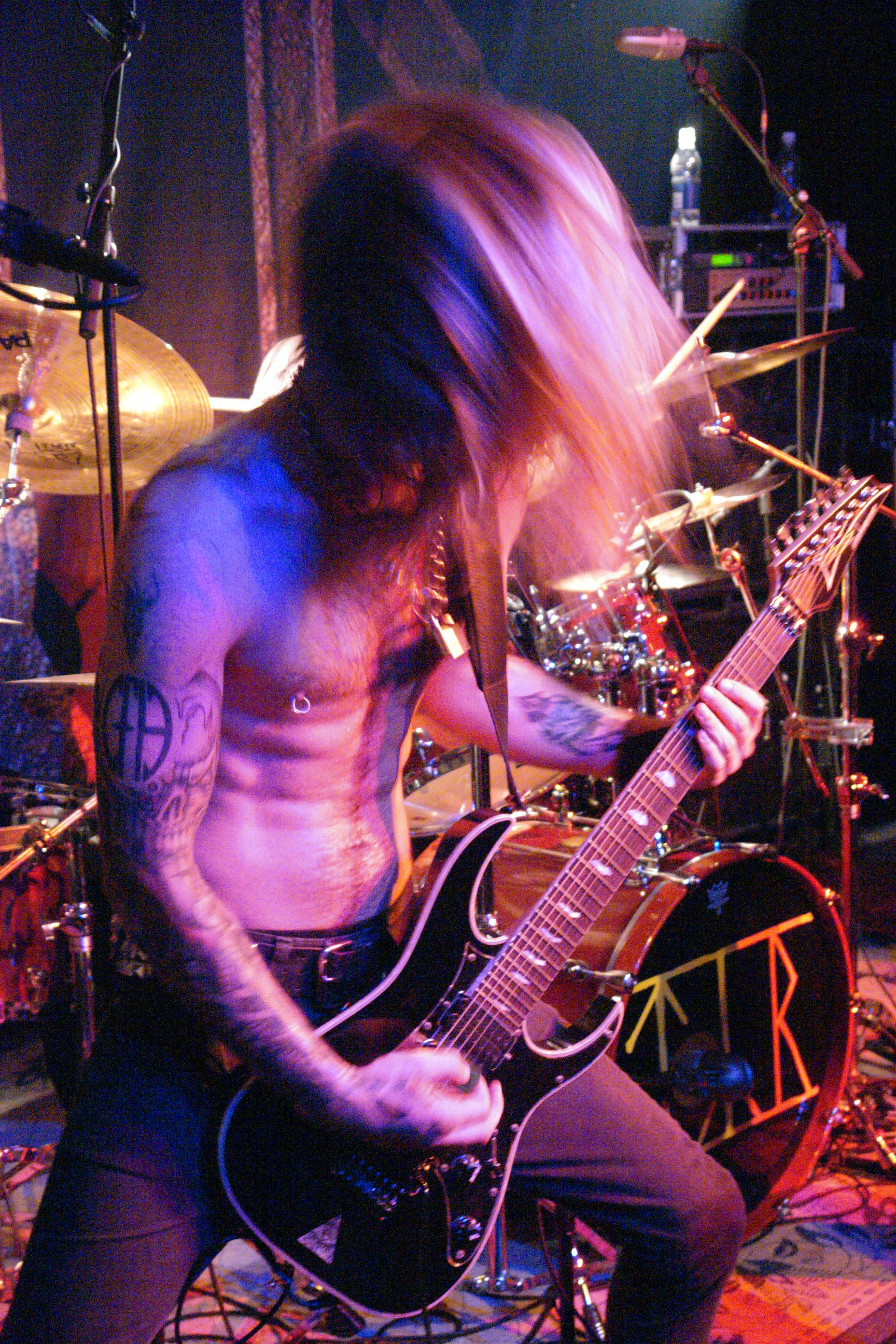
Terji Skibenæs de la Týr

| Formația                  | Țara            | Înființare  | Note          |
| ------------------------- | --------------- | ----------- | ------------- |
| Agalloch                  | SUA             | 1996        | [ 3 ]         |
| Alestorm                  | Scoția          | 2004        | [ 4 ]         |
| Amorphis                  | Finlanda        | 1990        | [ 5 ]         |
| Angizia                   | Austria         | 1994        | [ 6 ]         |
| Arkona                    | Rusia           | 2002        | [ 7 ]         |
| Balkandji                 | Bulgaria        | 1999        | [ 8 ]         |
| Bathory                   | Suedia          | 1983        | [ 9 ]         |
| Battlelore                | Finlanda        | 1999        | [ 10 ]        |
| Blackguard                | Canada          | 2001        | [ 11 ] [ 12 ] |
| Borknagar                 | Norvegia        | 1995        | [ 13 ]        |
| Bucovina                  | România         | 2000        | [ 14 ]        |
| Cruachan                  | Irlanda         | 1992        | [ 15 ] [ 16 ] |
| Cadacross                 | Finlanda        | 1997        | [ 17 ]        |
| Dalriada                  | Ungaria         | 1998        | [ 18 ]        |
| E-an-na                   | Romania         | 2014        |               |
| Elvenking                 | Italia          | 1997        | [ 19 ] [ 20 ] |
| Eluveitie                 | Elveția         | 2002        | [ 21 ] [ 22 ] |
| Empyrium                  | Germania        | 1994        | [ 23 ]        |
| Ensiferum                 | Finlanda        | 1995        | [ 24 ]        |
| Equilibrium               | Germania        | 2001        | [ 25 ]        |
| Falconer                  | Suedia          | 1999        | [ 26 ]        |
| Falkenbach                | Germania        | 1989        | [ 27 ]        |
| Finntroll                 | Finlanda        | 1997        | [ 28 ]        |
| Folkearth                 | International   | 2003        | [ 29 ]        |
| Forefather                | Anglia          | 1997        | [ 30 ] [ 31 ] |
| Geasa                     | Irlanda         | 1994        | [ 32 ]        |
| Glittertind               | Norvegia        | 2001        | [ 33 ]        |
| Heidevolk                 | Olanda          | 2002        | [ 34 ]        |
| Holy Blood                | Ucraina         | 1999        | [ 35 ]        |
| In Extremo                | Germania        | 1996        | [ 36 ] [ 37 ] |
| Kampfar                   | Norvegia        | 1994        | [ 38 ]        |
| Kivimetsän Druidi         | Finlanda        | 2002        | [ 39 ]        |
| Korpiklaani               | Finlanda        | 2003 (1993) | [ 40 ]        |
| Lex Talion                | Argentina       | 2010        | [ 41 ] [ 42 ] |
| The Lord Weird Slough Feg | SUA             | 1990        | [ 43 ]        |
| Lumsk                     | Norvegia        | 1999        | [ 44 ]        |
| Letzte Instanz            | Germania        | 1996        | [ 45 ] [ 46 ] |
| Lyriel                    | Germania        | 2003        | [ 47 ]        |
| Mael Mórdha               | Irlanda         | 1998        | [ 48 ]        |
| Mägo de Oz                | Spania          | 1989        | [ 49 ]        |
| Metsatöll                 | Estonia         | 1998        | [ 50 ]        |
| Midnattsol                | Germania        | 2003        | [ 51 ]        |
| Mithotyn                  | Suedia          | 1992        | [ 52 ]        |
| Moonsorrow                | Finlanda        | 1995        | [ 53 ]        |
| Moonspell                 | Portugalia      | 1992        | [ 54 ]        |
| Primordial                | Irlanda         | 1991        | [ 55 ]        |
| Saltatio Mortis           | Germania        | 2000        | [ 56 ]        |
| Schandmaul                | Germania        | 1998        | [ 36 ] [ 57 ] |
| Schattentantz             | Germania        | 1999        | [ 58 ]        |
| Skálmöld                  | Islanda         | 2009        | [ 59 ]        |
| Skyclad                   | Anglia          | 1990        | [ 60 ] [ 61 ] |
| Skyforger                 | Letonia         | 1995        | [ 62 ]        |
| Storm                     | Norvegia        | 1994        | [ 63 ]        |
| Subway to Sally           | Germania        | 1992        | [ 36 ] [ 64 ] |
| Suidakra                  | Germania        | 1994        | [ 65 ]        |
| Summoning                 | Austria         | 1993        | [ 66 ]        |
| Svartsot                  | Danemarca       | 2005        | [ 67 ]        |
| Tanzwut                   | Germania        | 1998        | [ 68 ]        |
| Thyrfing                  | Suedia          | 1995        | [ 69 ]        |
| Tuatha de Danann          | Brazilia        | 1995        | [ 70 ]        |
| Tumulus                   | Rusia           | 1997        | [ 71 ]        |
| Turisas                   | Finlanda        | 1997        | [ 72 ]        |
| Týr                       | Feroe           | 1998        | [ 73 ]        |
| Vintersorg                | Suedia          | 1994        | [ 74 ]        |
| Waylander                 | Irlanda de Nord | 1993        | [ 15 ] [ 75 ] |
| Windir                    | Norvegia        | 1994        | [ 76 ]        |
| Wintersun                 | Finlanda        | 2004        | [ 77 ]        |